# Ben Guerir
Ben Guerir (en àrab بن گرير, Ban Garīr; en amazic ⴱⴰⵏⴳⵔⵉⵔ) és un municipi de la província de Rehamna, a la regió de Marràqueix-Safi, al Marroc. Segons el cens de 2014 tenia una població total de 88.626 persones. Es troba a 72 kilòmetres de Marràqueix i és una ciutat coneguda per la seva producció de fosfats i per la presència de la base militar marroquina més gran.